# Hrachov (Chyšky)
Hrachov je malá vesnice, část obce Chyšky v okrese Písek v Jihočeském kraji. Nachází se asi jeden kilometr severozápadně od Chyšek. Hrachov leží v katastrálním území Chyšky o výměře 3,18 km².

## Historie
První písemná zmínka o Hrachovu pochází z roku 1291, ale jiné zdroje uvádí až rok 1575. Hrachov je připomínán jako příslušenství hradu Skalice u Sepekova. Milevsko a jeho kraj: turistika, památky, historie. Poté patřil k majetku milevského kláštera. Po vypálení kláštera v době husitské se ves dostala k zvíkovskému majetku. Po roce 1576 byla ves připojena k chyšeckému panství.

## Obyvatelstvo
| Rok            | 1869 | 1880 | 1890 | 1900 | 1910 | 1921 | 1930 | 1950 | 1961 | 1970 | 1980 | 1991 | 2001 | 2011 | 2021 |
| -------------- | ---- | ---- | ---- | ---- | ---- | ---- | ---- | ---- | ---- | ---- | ---- | ---- | ---- | ---- | ---- |
| Počet obyvatel | 28   | 24   | 45   | 48   | 36   | 40   | 30   | 24   | 24   | 24   | 15   | 14   | 7    | 9    | 10   |
| Počet domů     | 5    | 5    | 6    | 5    | 5    | 6    | 7    | 6    | 5    | 5    | 5    | 6    | 7    | 7    | 7    |

## Obecní správa
Při sčítání lidu v letech 1850–1879 Hrachov byl osadou obce Chyška v okrese Milevsko. Od roku 1880 je částí obce Chyšky, se kterým patřil nejprve do okresu Milevsko, ale od roku 1960 v okrese Písek.

## Galerie

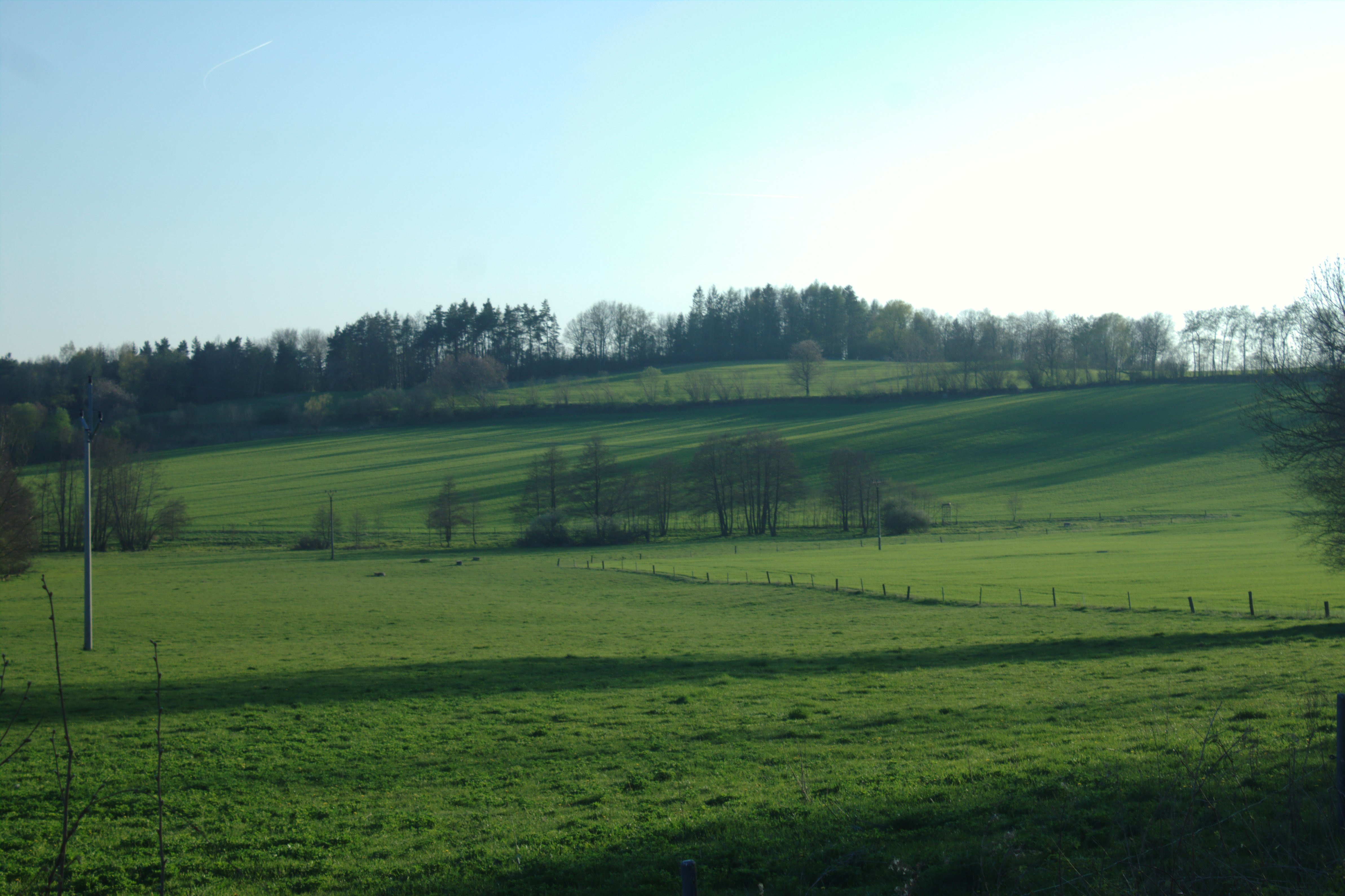
Okolní pastviny
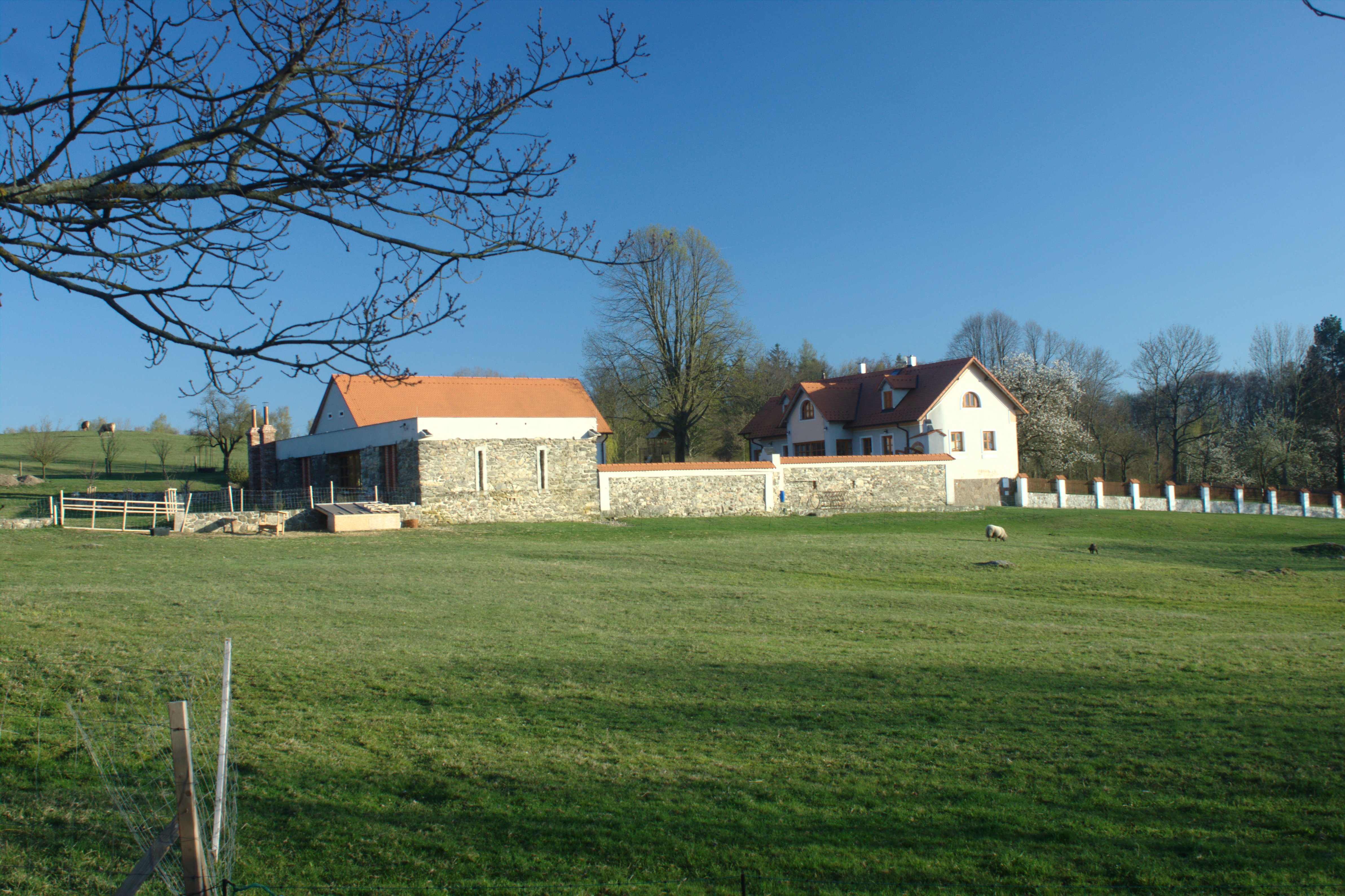
Statek
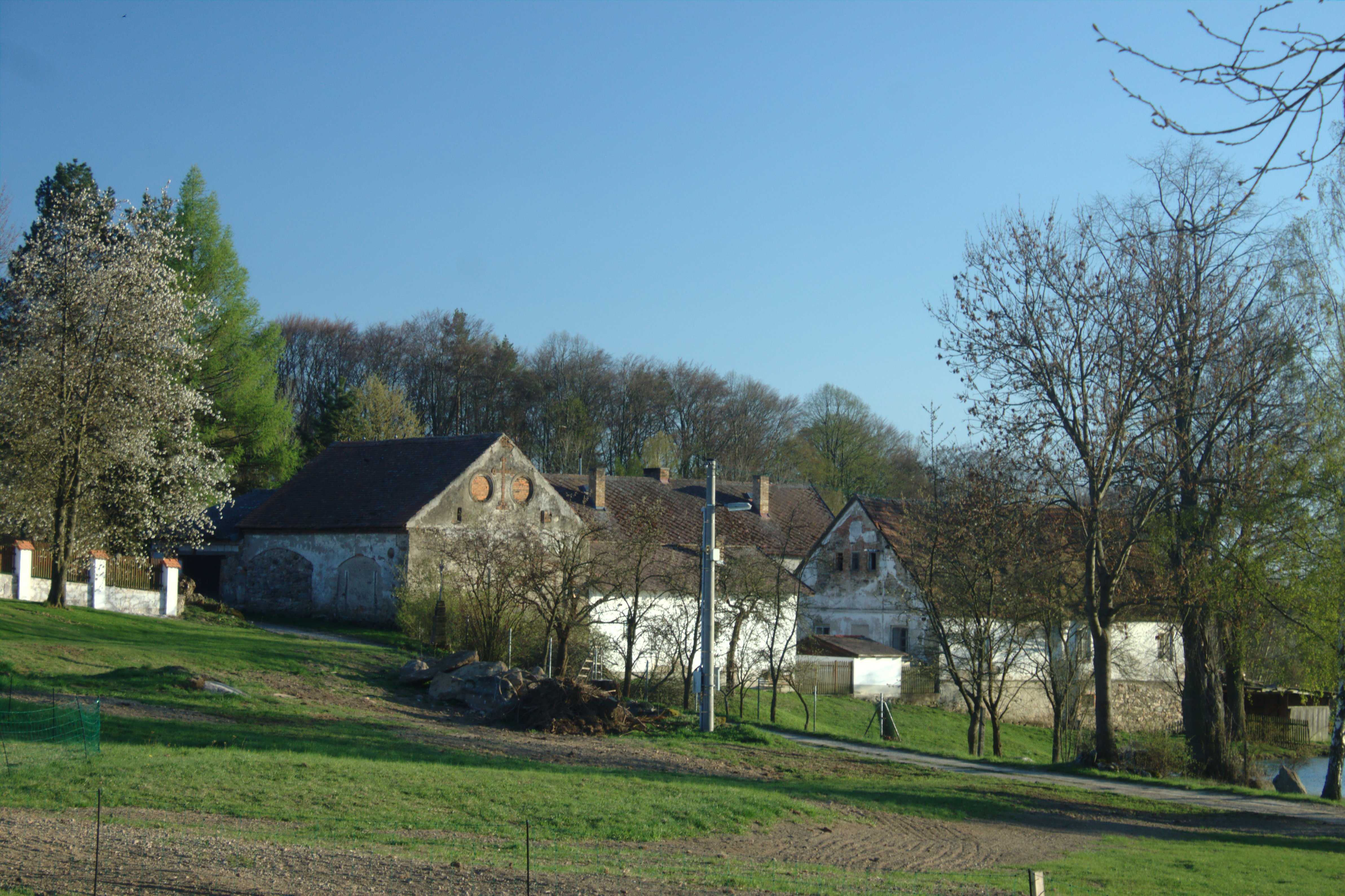
Hospodářská stavení